# Fermentazione malo-alcolica
La fermentazione malo-alcolica è caratteristica di alcuni lieviti del genere saccharomyces come: saccharomyces rosei, saccharomyces oviformis, saccharomyces cerevisiae e in particolare quelli del genere schizosaccharomyces pombe, malidevorans, Japonicus.
Questo tipo di fermentazione prevede la trasformazione diretta dell'acido malico grazie al NAD ed alla presenza dell'enzima malico Mn++, in acido piruvico, rilasciando come prodotti di uscita NADH2 e CO2 (anidride carbonica). Successivamente interviene, sull'acido piruvico, il TTP, l'enzima piruvato decarbossilasi, il quale facendo fuoriuscire nuovamente anidride carbonica, andrà a formare l'acetaldeide. Infine l'acetaldeide, grazie all'intervento del NADH2, formerà l'alcol etilico o più comunemente chiamato etanolo, con NAD+ come prodotto di scarto. 
Nell'industria enologica, questo tipo di fermentazione può essere utilizzata per la produzione di tutti i vini, dato che è fondamentale la presenza di etanolo nei mosti dedicati alla vinificazione.